# شیرین بلاغ (بیجار)
شیرین بلاغ روستایی از توابع [[بخش مرکزی شهرستان بیجار استان کردستان ایران است. روستای شیرین بلاغ در فاصله ۳۰ کیلومتری جاده زنجان_بیجار قرار دارد و پس از راه اصلی، ۵ کیلومتر هم راه فرعی دارد. مردم این روستا با جمعیتی در حدود ۳۰۰نفر به زبان ترکی آذربایجانی صحبت می‌کنند.

## امکانات
- این روستا دارای شرکت تعاونی روستایی، مسجد، خانه بهداشت، برق، مخابرات، مدارس ابتدایی است[نیازمند منبع]

## مهاجرت
مردم این روستا به شهرهای زنجان، بیجار، تهران و کرج مهاجرت می‌کنند.

## جمعیت
این روستا در دهستان سیلتان قرار دارد و براساس سرشماری مرکز آمار ایران در سال ۱۳۸۵، جمعیت آن ۳۰۰ نفر (۵۷خانوار) بوده است.